# Vyond
Vyond (до 2018 назывался GoAnimate) — облачный сервис по созданию анимационных роликов. Создан американцем гонконгского происхождения Элвином Хангом в 2007 году в США.

## История
GoAnimate был создан в 2007 году предпринимателем Элвином Хангом. По его словам, он создал GoAnimate, чтобы создать поздравительную карточку свой жене. Позже сайт стал обще доступным и в 2008 году была зарегистрирована компания GoAnimate, Inc
В 2013 году сайт сменил название с Go! Animate на GoAnimate. Был убран бесплатный аккаунт и заменён на пробный период. В 2014 появились новые темы, Business Friendly и Whiteboard.
В 2018 году, сервис сменил свое название с GoAnimate на Vyond. Создатели хотели сделать сервис более удобным для бизнеса. Была убрана тема "Comedy World" и остались только "Contemporary" и "Business Friendly".
В 2022 году, из-за Вторжения России на Украину сервис стал недоступен для российских пользователей.
В 2023 году был запущен сервис ИИ, В тестовом режиме.

## Возможности
Пользователи могут за ежемесячную плату создавать 2D-анимации с использованием технологии HTML5 (ранее Adobe Flash) а также Drag-and-Drop. Результат можно экспортировать в качестве видеофайла, для бесплатных планов доступно лишь предпросмотр в низком качестве. А также пробный период 7 дней.

## Влияние
Видео созданные с помощью GoAnimate стали вирусными на YouTube. С помощью этого сервиса создавали некачественные ролики, это и погубило сервис. "GoAnimate был большой ошибкой," - заявил Элвин Ханг.